# Happy Mondays

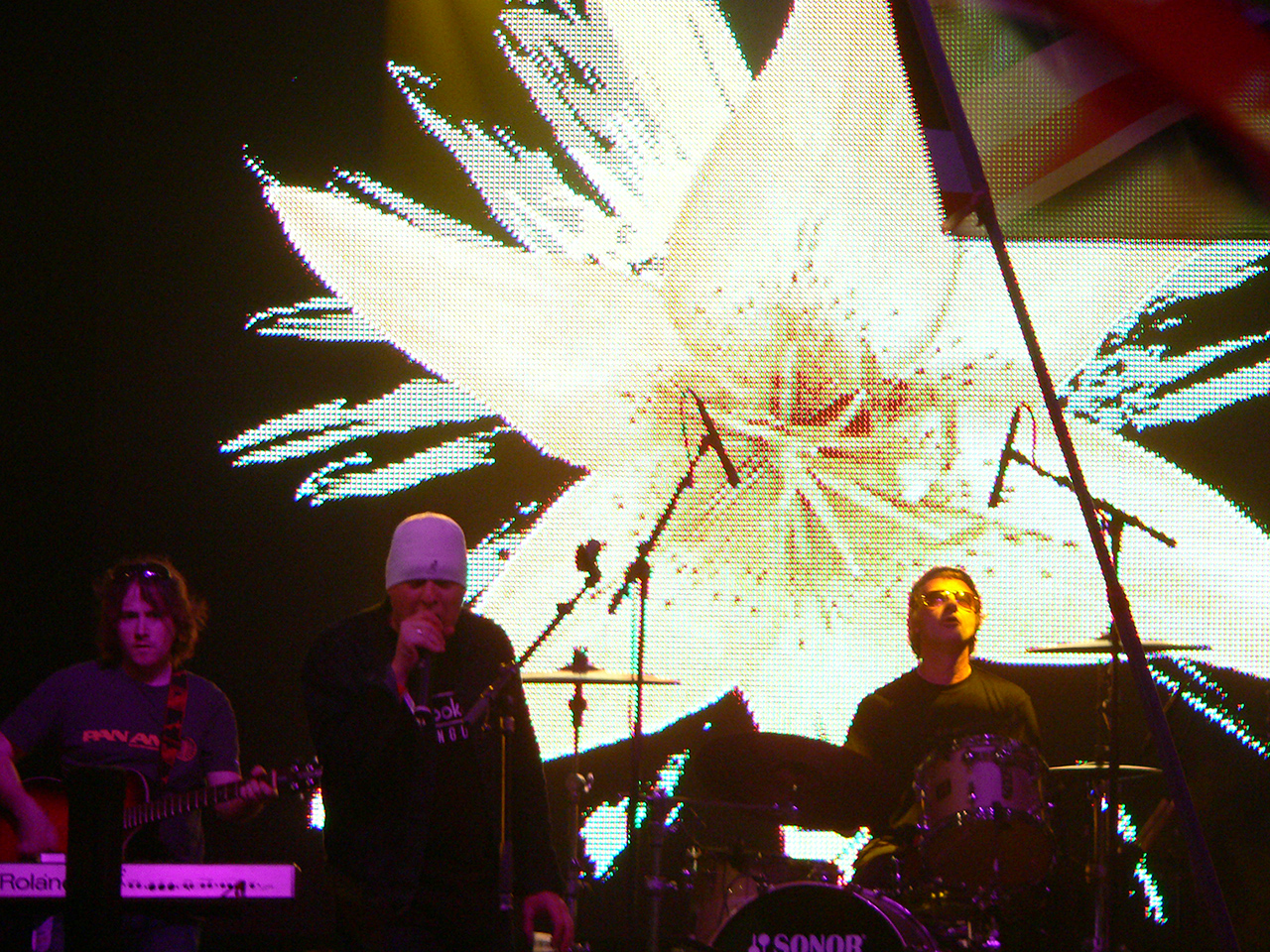
Happy Mondays in 2006

Happy Mondays was een Britse band die in de late jaren tachtig en vroege jaren negentig populair was met een mix van house en rock. Daarbij werden ze gezien als onderdeel van de Madchester-stroming. Het gezicht van de groep was Shaun Ryder. Verder bestond Happy Mondays uit Gary Whelan, Mark Day, Paul Ryder, Paul Davis en Rowetta Satchell. De band stond bekend om een exorbitante levensstijl en het grootschalig gebruik van drugs.

## Geschiedenis

### Beginjaren
Happy Mondays werd in 1980 opgericht met als leidende figuren Shaun Ryder (1962) en Mark 'Bez' Berry (1964). In 1985 werden ze door Mike Pickering binnengehaald bij het label Factory Records na ontdekt te zijn op een talentenjacht in de club The Haçienda in Manchester. Daar brachten ze de Forty Five E.P. (1985) uit. In 1987 volgde het debuutalbum met de uitzonderlijk lange titel Squirrel and G-Man Twenty Four Hour Party People Plastic Face Carnt Smile (White Out). Dit album werd geproduceerd door John Cale. Een jaar later volgde het album Bummed. De eerste echte hit van de band werd de ep Rave on (1989). De band werd echter ook bekend vanwege hevig drugsgebruik. Vooral Shaun Ryder zorgde met zijn verslaving aan heroïne voor de nodige uitwassen. In 1989 werd hij voor drugsbezit gearresteerd.

### Doorbraak
De echte doorbraak van de band volgde eind 1990 met het album Pills 'n' Thrills and Bellyaches dat geproduceerd werd door Paul Oakenfold. Voor ondersteunende vocalen was Rowetta Satchell bij de groep gekomen. Het album kreeg goede commentaren en zette de band ook buiten het Verenigd Koninkrijk op de kaart. In 2000 werd het album ook opgenomen in de lijst van 100 beste Britse albums ooit door Q magazine. De singles Step on, Kinky Afro en Loose Fit werden allemaal hits in meerdere landen.

### Uiteenvallen
Voor de opvolger trok de band zich terug op het eiland Barbados in de studio van Eddy Grant. Paul Oakenfold was echter niet beschikbaar voor de productie. Deze kwam in handen van Chris Frantz en Tina Weymouth van de Talking Heads. Voor het eiland was door Factory-baas Tony Wilson gekozen om Shaun Ryder uit de buurt te laten blijven van de heroïne. Hij hield er echter geen rekening mee dat het eiland een doorvoerhaven was voor andere drugs en dat er voldoende crack voorhanden was. De opname liep uit op een fiasco. De band verkocht de inboedel van Eddy Grant om drugs van te kopen en van het schrijven van muziek kwam amper wat terecht. Zo waren er geen teksten geschreven. De band gebruikt het materiaal dat was opgenomen ook nog om Tony Wilson te chanteren. De kosten van het album liepen zodanig uit de hand dat het bijdroeg aan het faillissement van Factory Records. Het album Yes, please! (1992) werd nog wel uitgebracht, maar flopte. Daarna viel de band uiteen.

### Reünie
Shaun Ryder en Mark Berry vormden vanaf dat moment de band Black Grape. Vanaf 1999 kwam de band echter zo nu en dan weer bijeen. Zo speelden ze in de film 24 Hour Party People (2002) over de Manchesterscene tijdens de hoogtijdagen van de band. Ook verscheen er zo nu en dan een nieuw nummer bij een verzamelaar. In 2007 maakte de groep een nieuw album, dat Uncle Dysfunktional werd gedoopt.

### Overleden
In juli 2022 is Paul Ryder op 58-jarige leeftijd overleden.

## Discografie

### Singles en ep's
- Forty Five EP (1985)
- Freaky Dancin' (1986)
- Tart Tart (1987)
- 24 Hour Party People (1987)
- Wrote For Luck (1988)
- Madchester Rave On EP (1989)
- Hallelujah (1989)
- Lazyitis (1989)
- Step On (1990)
- Kinky Afro (1990)
- Loose Fit (1991)
- Bob's Yer Uncle (1991)
- Judge Fudge (1991)
- Stinkin' Thinkin" (1992)
- Sunshine and Love (1992)
- The Boys Are Back in Town (1999)
- Playground Superstar (2005)
- Jellybean (2007)
- Uncle Dysfunktional (2007)

### Albums
- Squirrel and G-Man Twenty Four Hour Party People Plastic Face Carnt Smile (White Out) (1987)
- Bummed (1988)
- Pills 'n' Thrills and Bellyaches (1990)
- Yes, please! (1992)
- Uncle Dysfunktional (2007)